# The Assassin – Töten ist sein Gesetz
The Assassin – Töten ist sein Gesetz (Originaltitel: Sha ren zhe Tang Zhan) ist ein in Hongkong entstandener Martial-Arts-Film von Regisseur Billy Chung, aus dem Jahr 1993.

## Handlung
Es ist die Zeit der Ming-Dynastie, Po Ka wird auf Grund seiner verbotenen Liebe zu Yiu in den Kerker geworfen, und grausamer Folter ausgesetzt. Als er bei einem Kampf um Leben und Tod, sieben seiner Mitgefangenen tötet, wird er vom Ausbilder Sung Chung dazu auserwählt zum Attentäter ausgebildet zu werden.
Von nun an soll er dem grausamen wie mächtigen Ngai Chun Ying als Vollstrecker dienen, und innerhalb der „Westlichen Kammer“ einem Orden von Meuchelmördern, dessen Gegner aus dem Weg räumen.
Von Ngai erhält er dann auch gleich seinen neuen Namen „Tong Chop“ für Ngai also „der Mann der meine Feinde in zwei Hälften teilt“.
Tong Chop, der seine Aufträge blutig, und ohne Mitleid, mit einem gewaltigen Schwert ausführt, trifft während dieser auf den jungen, und sorglosen Attentäter Mon Kau der zu ihm als Lehrmeister aufsieht.
Bei einem Festmahl, welches Ngai zu Ehren der Attentäter gibt, kommt es zwischen dem prahlerischen Mon Kau, und Sung Chung zu einem Streit, der durch einen Zweikampf beigelegt werden soll. Tong Chop, dem bewusst ist, dass sein Schüler unterliegen würde, täuscht eine Erkrankung vor um dessen Hilfe in Anspruch zu nehmen, und das Duell abzuwenden. Die Attentäter erhalten den Auftrag das Oberhaupt einer buddhistischen Sekte zu beseitigen, und nun schlachten sich Lehrer und Schüler durch eine Festprozession. Als Tong Chop Yiu in der Menge erblickt kann er den Auftrag nicht mehr ausführen, und er flieht. Mon Kau zögert aber nicht und ermordet den Mönch, bei dem es sich noch um einen kleinen Jungen handelt. In der Zwischenzeit wird Ngai selbst das Opfer eines Mordversuches, seine Haremsdamen trachten ihm nach dem Leben, und nach dem ein Gift seine Wirkung verfehlt hat, greifen sie zu den Waffen. Der alt und gebrechlich wirkende Ngai ist jedoch ein hervorragender Kämpfer und kann die Angreifer aus den Schatten heraus töten.
Als Mon Kau und Sung Chung die Auftraggeber des Attentats ausschalten, lobt Sung Kau was diesen weiter anspornt. Tong Chop, der von der westlichen Kammer gesucht wird, hat bei seiner verlorenen Liebe Yiu, welche nun mit Ehemann und Sohn ein friedliches Leben führt, Zuflucht gefunden. Da die Vollstrecker Yiu’s Dorf, bei der Suche nach Tong niederbrennen, zeigt sich dieser und tötet alle, Sung Chung mit eingeschlossen.
Tong Chop kehrt zur westlichen Kammer zurück und wird dort von Ngai wieder aufgenommen, der ihm sein Versagen vergibt, und ihn sogleich mit dem nächsten Attentat beauftragt. Ein treuer Berater Ngai’s, der seine Diktatur beenden will ist das Opfer, doch danach soll Mon Kau seinen Lehrer in Ngais Namen töten. Beim Feiern des letzten Erfolges, in einer kleinen Schenke, kommt es zum Kampf zwischen Tong Chop und Mon Kau, der mit Mon Kau’s Enthauptung endet. Tong Chop tritt nun gegen Ngai selbst an, dieser nutzt erneut die Dunkelheit seines Palastes als verbündeten. Tong Chop wird von Wurfgeschossen durchbohrt und gefesselt, und es sieht so aus als ob Ngai gewinnen würde, doch gelingt es Tong seinem ehemaligen Herrn den Arm abzutrennen und ihn mit dem Schwert zu töten. Tong Chop kehrt zu Yiu und ihrer Familie zurück, blickt hockend auf die ländliche Idylle herab, und fragt Yius Sohn nach dessen Namen (Sam Po).

## Hintergrund
Die Figur des Ngai Chun Ying basiert auf dem Obereunuchen Wei Zhongxian.
1993 war in Hongkong ein Rekordjahr für Wuxia-Filme. Das Genre war sogar so übersättigt, dass die Filmemacher meinten, das Publikum mit mehr Grausamkeiten anlocken zu können. „The Assassin“ war der erste dieser Wuxia-Filmen, der eine gruseligere, grausamere Art von Gewalt präsentiert als die der eher fantastischen Genrefilme der 90er Jahre.

## Kritik
Cinema schrieb: „Der junge Blumenzüchter Tong Po Ka wird von korrupten Beamten gekidnappt, zur Killermaschine ausgebildet und rebelliert… Die surreale Action endet im irren Showdown.“
Die Videoplattform 'cinemafareast.de' bewertete den Film recht ausführlich: „‚The Assassin‘ ist neben Tsui Harks ‚The Blade‘ einer der wenigen gelungenen Swordsplay-Filme des vergangenen Jahrzehnts. Ohne Frage ist diese Produktion auch einer der härtesten Vertreter sein Zunft. Kein Kampf vergeht, in dem nicht einige Körperteile von den jeweiligen Besitzern abgetrennt werden. Die große Brutalität ist aber beileibe nicht die einzige Daseinsberechtigung von The Assassin. Regisseur Billy Chung hat großen Wert auf eine stilvolle Umsetzung der Geschichte gelegt. So spart der Film auch nicht an stimmungsvoll ausgeleuchteten Einstellungen. Obwohl das Budget nicht gerade hoch gewesen sein kann, hat Billy Chung das beste aus dieser Situation herausgeholt, denn die kargen Sets unterstreichen noch zusätzlich die nicht gerade fröhliche Grundstimmung des Films. So ist der völlige Verzicht auf Comedyelemente auch ein weiterer großer Pluspunkt dieser Produktion. Obwohl auch hier recht ordentlich geflogen wird, sind die Kampfszenen bei weitem nicht so abgehoben wie in diesem Genre üblich. Und so lautet das Fazit auch: Neunzig Minuten pralle Unterhaltung!“
Far East Films befand, der Film „ist ein kleiner Beitrag zum Schwertkampfboom in Hongkong Anfang der 90er Jahre und ein effizienter Actionfilm, der mit brutaler Effizienz abliefert. Mit knappen 78 Minuten grenzt der Film an Belanglosigkeit, aber im Gegensatz zu anderen Hongkong-Filmen, deren kurze Laufzeit auf massive Überarbeitungen schließen lässt (…), scheint ‚The Assassin‘ als rasantes, blutiges Abenteuer für Jungs geplant gewesen zu sein.“
dighkmovies.com stellte fest: „Manche Fantasyfilme aus dieser Zeit müssen mehrmals angesehen werden, um für nicht Chinesisch sprechende Zuschauer vollständig verständlich zu sein, aber THE ASSASSIN kann problemlos ohne Untertitel angesehen und verstanden werden.“